# Web skimming
Web skimming o formjacking consiste en robar información de pago (datos personales y de tarjetas de crédito fundamentalmente) directamente desde el  navegador.
La forma habitual de funcionamiento consiste en inyectar código de JavaScript malicioso que actúa como web skimmer para el compromiso de sitios web. Éste monitoriza activamente los eventos que suceden en las páginas web e inicia una acción siempre que detecta información sobre tarjetas de crédito enviándoselas a un servidor donde el atacante pueda recogerla.

## Origen del nombre
El nombre de skimming proviene del uso en inglés de la palabra Card Skimmer para designar a los dispositivos criminales escondidos dentro de lectores de tarjetas de crédito, ATM's y en general dispositivos con los que la gente paga con tarjeta de crédito. Estos dispositivos maliciosos roban los datos de las tarjetas de créditos, que posteriormente son usados o vendidos por criminales en otras partes. Los Web Skimmers son el software basado en la web que tiene una funcionalidad similar.

## Magecart
Magecart es el nombre colectivo de un conjunto de al menos 7 grupos criminales que está detrás de muchos de los ataques Web Skimming.
El grupo comienza a realizar sus actividades en 2015. Desde entonces el grupo el grupo ha comprometido más de 50.000 sitios web de comercio electrónico. Han sido famosos sus ataques a los sitios web de British Airways, TicketMaster y Newegg, donde los atacantes accedieron a una enorme cantidad de datos de pago con tarjeta. Además, dichos ataques, acarrearon sanciones cercanas a los 230 millones de dólares a las empresas por incumplimiento de GDPR de la Unión Europea.